# 舒曼山
71°38′S 73°42′W / 71.633°S 73.700°W
舒曼山（英語：Mount Schumann）是南極洲的山峰，位於貝多芬半島，處於蕭邦山東北面3公里，海拔高度約600米，該山峰以德國作曲家舒曼命名，現時受南極條約體系管理。